# Whole Lotta Shakin’ Goin’ On
Whole Lotta Shakin’ Goin’ On ist der Titel eines durch Jerry Lee Lewis weltbekannt gewordenen Rock-’n’-Roll-Songs, der sich 1957 zu einem großen Hit für den Sänger und das Plattenlabel Sun Records entwickelte. Das Rhythm-and-Blues-Original von Big Maybelle wurde bereits 1955 auf Okeh Records veröffentlicht.

## Entstehungsgeschichte

Big Maybelle - Whole Lotta Shakin’ Goin’ On

Viele Hintergründe über die Entstehung des Songs sind umstritten. Fest steht, dass als Autoren Dave „Curlee“ Williams (Text) und der Pianist Roy Hall (Musik; aus steuerlichen Gründen unter dem Pseudonym „Sonny David“) bei der US-amerikanischen Verwertungsgesellschaft ASCAP registriert sind.
Die Idee zum Song soll während eines Angelausflugs am Okeechobeesee in Florida entstanden sein. Williams und Hall waren angetrunken, als sie Glockenläuten von einer See-Insel vernahmen und Hall verwundert ausrief: „What’s going on?“ („Was ist los?“) und irgendjemand antwortete: „Wir haben 21 Trommeln, eine alte Basstrompete und jemand spielt ein Ding-Dong“, was für die erste Zeile der Originalkomposition verwendet wurde.
Roy Hall war Pianist in der Band von Country-Star Webb Pierce und nahm seine Komposition am 15. September 1955 im Bradley Film & Recording Studio in Nashville auf. Der Song wurde Anfang Oktober 1955 mit der B-Seite All By Myself als Decca #29697 veröffentlicht. Obwohl Hall ein guter Pianist war, kommt bei seiner Aufnahme kein Klavier zum Einsatz. Damit liegt es für einen Teil der Fachliteratur nahe, dass der Mitkomponist auch als Interpret der Originalversion gilt. Roy Hall besaß in Nashville die Kneipe „Musician’s Hideaway“, wo 1954 der noch unbekannte Jerry Lee Lewis auftauchte, der später bei Sun Records als Rock-’n’-Roll-Musiker Karriere machte. Sein virtuoses Klavierspiel beeindruckte Hall, und er beschaffte Lewis 1954 einen Nebenjob in seinem Lokal.
Genau genommen stammt jedoch die Originalversion von der Rhythm-&-Blues-Sängerin Big Maybelle, die den Song nämlich bereits am 21. März 1955 unter dem jungen Produzenten Quincy Jones aufgenommen hatte und die als ihre drittletzte Single bei OKeh Records mit der B-Seite One Monkey Don’t Stop No Show im April 1955 veröffentlicht wurde. Bei ihrer Aufnahme (OKeh #7060) ist lediglich Williams als Komponist vermerkt, bei den folgenden Cover-Versionen wird auch zusätzlich Hall (als Sonny David) erwähnt.
Vor der Version von Jerry Lee Lewis erscheinen noch zwei weitere Fassungen, nämlich im November 1955 von Dolores Fredericks (Decca #29716) und im Januar 1956 von den Commodores (nicht zu verwechseln mit der Band von Lionel Richie; Dot #45-15439).

## Version von Jerry Lee Lewis

Jerry Lee Lewis - Whole Lotta Shakin’ Goin’ On

Unklar ist, wie Lewis vom Song Kenntnis erlangt hat. Während viele vermuten, dass er durch seine Tätigkeit in Halls Kneipe mit dem Stück in Verbindung gekommen ist, erinnert sich Lewis selbst daran, dass er hierüber von dem Radio-DJ und Bandleader Johnny Littlejohn (WNAT/Natchez, Mississippi) gehört hatte, als er 1954 in Littlejohns Band spielte.
Als Aufnahmetermin in den Sun-Record-Studios war der 15. März 1957 anberaumt. Es war erst die zweite Aufnahmesession von Lewis. Unter Aufsicht von Produzent Jack Clement ließ Lewis den ursprünglichen Textbeginn mit den „21 Trommeln“ aus. Darüber hinaus hat er mit seinem treibenden Piano-Stil das Original auch musikalisch radikal verändert. Sein Piano-Stil stellt hier konkret eine temporeiche Mischung aus sich steigernden Honky-Tonk- und Blues-Shuffle-Elementen dar, die durch Jimmy Van Eatons energiegetriebenes Schlagzeug noch betont wird.
Nach der Veröffentlichung am 27. Mai 1957 mit der B-Seite It’ll Be Me (komponiert von Clement) als Sun #267 nahmen als erstes am 17. Juni 1957 die Country-Charts Notiz von dem Song. Am 24. Juni stieg er auf Platz 70 der Pop-Charts ein. Erst Lewis’ Fernsehdebüt in der Steve-Allen-Show am 28. Juli 1957 brachte den Durchbruch; das Stück erreichte Platz zwei der Pophitparade. Am 9. September erreichte der Song den ersten Platz in den Country-Charts für zwei Wochen, was spiegelbildlich auch in den Rhythm-&-Blues-Charts nachvollzogen wurde.
Die öffentliche Diskussion über den recht lasziven Textinhalt für die südliche Herkunft aus dem Bibel-Gürtel (Bible Belt) hat dem Erfolg nicht geschadet, denn bis Ende 1957 hatte sich der Titel zum Millionenseller mit drei Millionen Exemplaren entwickelt, insgesamt wurden sechs Millionen Platten hiervon verkauft. Es war der erste Millionenseller von Jerry Lee Lewis.

## Weitere Coverversionen und Statistik

Roy Hall - Whole Lotta Shakin’ Goin’ On

Der Verkaufserfolg machte das Stück zu einem Standard des Rock & Roll. Bald nach dem großen Erfolg versuchten sich auch andere Interpreten hieran. Insbesondere sind Ricky Nelson (Oktober 1957), Carl Perkins (3. November 1958) oder Chubby Checker (Oktober 1960) zu erwähnen. Insgesamt registriert die ASCAP 25 Coverversionen der einzigen für David Williams eingetragenen Komposition. In der Liste der 500 besten Songs aller Zeiten des Musikmagazins Rolling Stone rangiert das Stück auf Platz 61.